# Royal Exhibition Building
Het Royal Exhibition Building, in het Nederlands bekend als het Koninklijke Gebouw van de Tentoonstelling is een monument op de Werelderfgoedlijst. Het gebouw staat in Melbourne, Australië.
Het gebouw en haar omringende Carlton Gardens werden ontworpen voor de wereldtentoonstelling van 1880 in Melbourne, en nogmaals gebruikt voor een internationale tentoonstelling in 1988. Het gebouw en de gronden werden ontworpen door Joseph Reed. Het staat ook op het Victorian Heritage Register.
Het gebouw werd geconstrueerd van baksteen, hout, staal en lei. Het combineert elementen van het Byzantium, Romaans, Lombardisch en de Italiaanse stijlen van de Renaissance. Het gebouw is typisch voor de internationale tentoonstellingsbeweging die tussen 1851 en 1915 meer dan 50 tentoonstellingen organiseerde in steden als Parijs, New York, Wenen, Calcutta, Kingston (Jamaica) en Santiago (Chili). Deze hadden allemaal een gemeenschappelijk thema en doelstellingen: om materiële en morele vooruitgang door vertoningen van de industrie van alle naties in kaart te brengen. Het gebouw is het oudst nog bestaande gebouw dat ooit werd gebruikt voor een Wereldtentoonstelling. 
De straat Exhibition Street is vernoemd naar de International Exhibition in 1880 in het Royal Exhibition Building.

## Criterium voor inschrijving op de werelderfgoedlijst
Criterium (ii): Het Royal Exhibition Building is samen met de Carlton Gardens het belangrijkste overgebleven "Paleis van Industrie" met zijn omgeving. Samen laten ze de wereldwijde invloed van de wereldtentoonstellingsbeweging van de 19e en vroege 20e eeuw zien. De beweging stelde technologische innovatie en verandering tentoon, hetgeen een snelle groei van de industrialisatie en internationale handel bevorderde, door het uitwisselen van kennis en ideeën.
- MusicBrainz: f2d96fc2-00e8-4653-8fc6-0200c12193e8
- Nationale bibliotheek van Australië: 60598326
- Nationale Bibliotheek van Israël: 987007291576205171
- Système universitaire de documentation: 192985647
- Virtual International Authority File: 316746749

Groot Barrièrerif · Nationaal park Kakadu · Willandramerengebied · Tasmaanse wildernis · Lord Howe-archipel · Gondwanaregenwouden van Australië · Nationaal park Uluṟu–Kata Tjuṯa · Tropisch regenwoud van Queensland · Shark Bay · K'gari (Fraser Island) · Riversleigh/Naracoorte · Heard en McDonaldeilanden · Macquarie-eiland · Greater Blue Mountainsgebied · Nationaal park Purnululu · Royal Exhibition Building en Carlton Gardens · Sydney Opera House · Australische dwangarbeiderskolonies · Ningaloo-kust · Budj Bim-cultuurlandschap